# Гимназија „9. мај” Ниш
Гимназија „9. мај” у Нишу је једна од четворогодишњих средњих школа на територији града Ниша и функционише у оквиру образовног система Републике Србије.
Школа је више пута кроз своју историју мењала област образовања, од трговачке школе 1936. године, преко економске школе, природно-математичке школе, па све до данашње гимназије општег типа.
Гимназија “9. мај” у сарадњи са градским институцијама културе и образовања учествује на великом броју манифестација кроз заједничке пројекте. Зграда школе изграђена је 1936. године. За њен данашњи изглед задужени су ученици уметничких школа из Ниша, Бања Луке и Пловдива који су графитима осликали спољашњи зид зграде.
Школу похађа 800 ученика, распоређених у 31 одељење. 
Настава се одвија у две смене. 
Школа поседује савремено опремљене учионице и кабинете, лабораторије, салу за физичко, библиотеку.
Гимназија "9.мај" Ниш је једина гимназија општег смера у Нишу. 
Поред општег смера гимназија има и смер за ученике са посебним способностима за рачунарство и информатику и смер за ученике са посебним способностима за спорт.